# Гуанамби (микрорегион)

Гуанамби на карте.

Гуанамби (порт. Microrregião de Guanambi) — микрорегион в Бразилии, входит в штат Баия. Составная часть мезорегиона Юго-центральная часть штата Баия. Население составляет 371 379 человек (на 2010 год). Площадь — 23 447,310 км². Плотность населения — 15,84 чел./км².

## Демография
Согласно сведениям, собранным в ходе переписи 2010 г. Национальным институтом географии и статистики (IBGE), население микрорегиона составляет:
| Полное население                             | Полное население                             | Полное население                             | Полное население                             | 371 379 |
| -------------------------------------------- | -------------------------------------------- | -------------------------------------------- | -------------------------------------------- | ------- |
| в том числе:                                 | Городское население                          | 197 068                                      | Процент городского населения, %              | 53,06   |
|                                              | Сельское население                           | 174 311                                      | Процент сельского населения, %               | 46,94   |
|                                              | Мужское население                            | 186 621                                      | Процент мужского населения, %                | 50,25   |
|                                              | Женское население                            | 184 758                                      | Процент женского населения, %                | 49,75   |
| Плотность населения, чел/км²                 | Плотность населения, чел/км²                 | Плотность населения, чел/км²                 | Плотность населения, чел/км²                 | 15,84   |
| Население микрорегиона в % к населению штата | Население микрорегиона в % к населению штата | Население микрорегиона в % к населению штата | Население микрорегиона в % к населению штата | 2,65    |

## Статистика
- Валовой внутренний продукт на 2003 год составляет 769 845 165,00 реалов (данные: Бразильский институт географии и статистики).
- Валовой внутренний продукт на душу населения на 2003 год составляет 2139,68 реалов (данные: Бразильский институт географии и статистики).
- Индекс развития человеческого потенциала на 2000 год составляет 0,658 (данные: Программа развития ООН).

## Состав микрорегиона
В составе микрорегиона включены следующие муниципалитеты:
1. Какуле
2. Каэтите
3. Кандиба
4. Гуанамби
5. Ибиасусе
6. Игапоран
7. Иуиу
8. Жакараси
9. Лагоа-Реал
10. Лисиниу-ди-Алмейда
11. Мальяда
12. Матина
13. Мортугаба
14. Палмас-ди-Монти-Алту
15. Пиндаи
16. Риашу-ди-Сантана
17. Себастьян-Ларанжейрас
18. Уранди